# Tre Cime di Lavaredo
Le Tre Cime di Lavaredo (Drei Zinnen in tedesco; Tré Zìmes in ladino cadorino) sono tre cime delle Dolomiti di Sesto, parte del più ampio gruppo delle Dolomiti, situate al confine tra i comuni di Auronzo di Cadore e Dobbiaco. Sono considerate tra le montagne più note nel mondo dell'alpinismo, con la Cima Grande che rappresenta una delle classiche pareti nord delle Alpi, e permettono la vista panoramica delle cime circostanti e del parco Naturale Tre Cime.

## Toponimo
Le attestazioni più antiche del toponimo si riferiscono alle forme tedesche, tant'è che le denominazioni Dreyspiz (letteralmente "tre punte"), dreÿ Spitz e Zwain hohen Spizenn si riscontrano sin dal Cinque e Seicento. Nel famoso "Atlas Tyrolensis" del 1774 di Peter Anich e Blasius Hueber le cime sono indicate come 3 Zinnern Spize. Tuttavia le prove a supporto dell'origine tedesca del toponimo sono piuttosto scarne.

## Storia

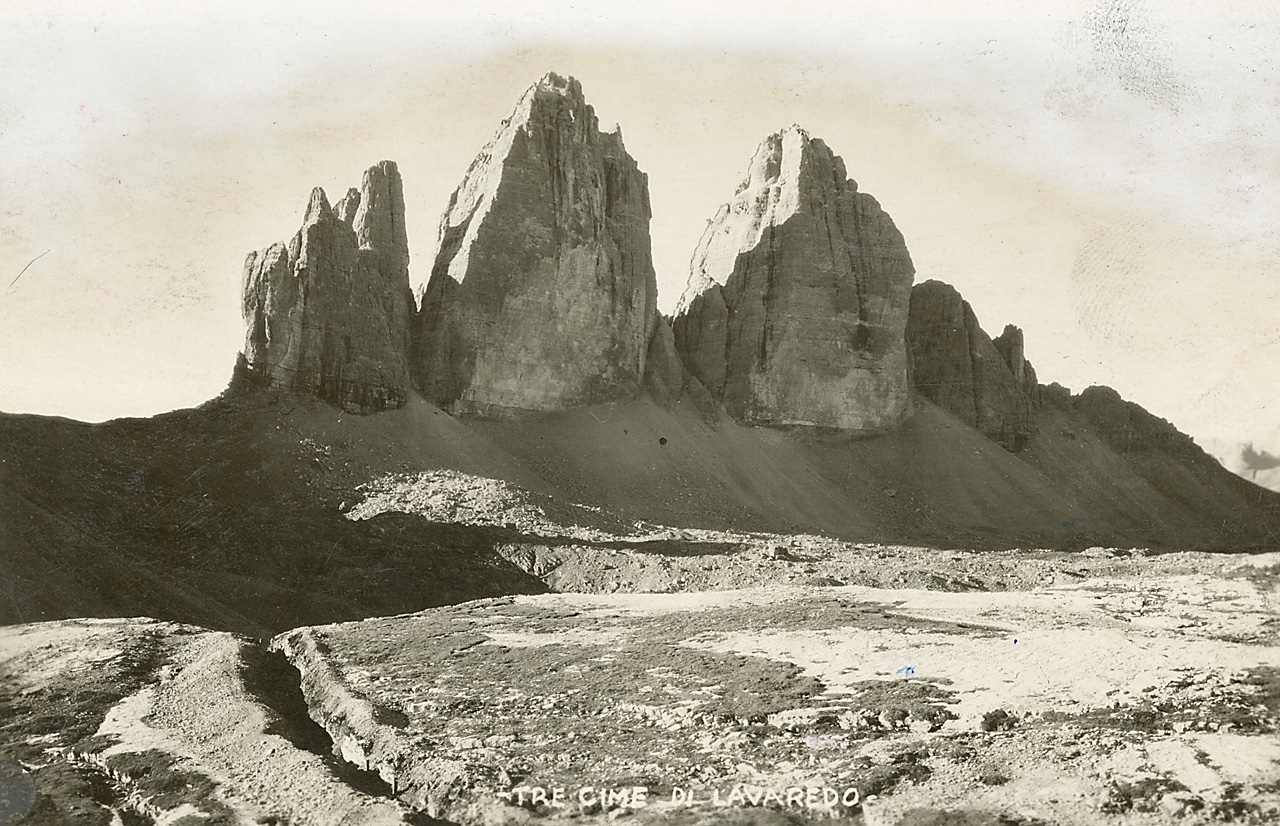
Le Tre cime di Lavaredo fotografate negli anni della prima guerra mondiale

Fra il 1915 e il 1917 le vette delle Lavaredo costituirono il fronte di guerra. Di questo periodo rimangono ancora evidenti resti (trincee, gallerie, baraccamenti) sul massiccio e sul vicino monte Paterno.
Il 9 luglio 1974 cadde tra le Tre Cime e il monte Paterno un elicottero Bell 206 dell'Esercito Italiano (sigla "EI613"), pilotato dal capitano Pier Maria Medici dell'aviazione dell'esercito. A bordo inoltre vi erano i due ufficiali della Brigata alpina "Tridentina" Renzo Bulfone e Gianfranco Lastri. A memoria dell'incidente, tra i due monti si trova una lapide commemorativa, composta anche dalle stesse pale dell'elicottero.

## Descrizione
Il gruppo è attraversato dall'alta via n. 4, detta di Grohmann.

### Composizione
Le Tre Cime sono composte da:

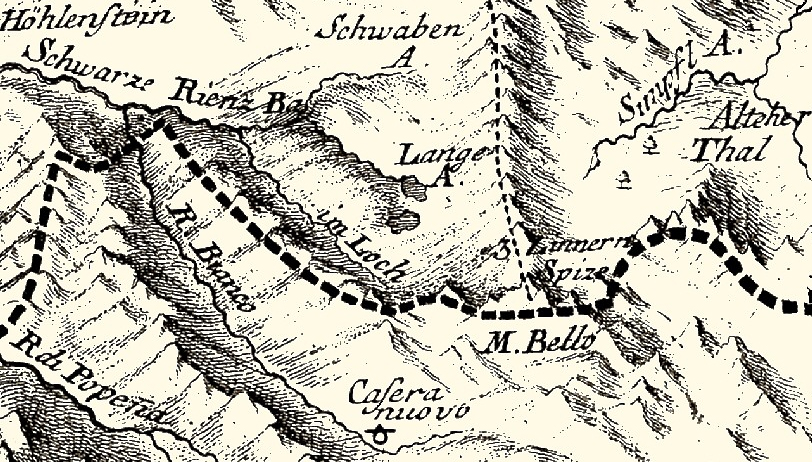
Le Tre Cime indicate come 3 Zinnern Spize nell'Atlas Tyrolensis del 1774

- la più alta è la Grande, ossia la centrale (2.999 m s.l.m.);
- la seconda è la Cima Ovest (2.973 m);
- la Cima Piccola è la più bassa (2.857 m).

### Il Confine
In un intorno delle Tre Cime di Lavaredo, l'attuale confine tra i comuni di Dobbiaco in provincia di Bolzano e Auronzo di Cadore in provincia di Belluno, rideterminato in seguito alla Prima guerra mondiale, coincide con quello tra il Sacro Romano Impero e la Repubblica di Venezia stabilito nel 1752 con il Trattato di Rovereto da Maria Teresa d'Austria e dal doge Francesco Loredan. Esso passa esattamente sopra la cresta delle Tre Cime e cade a piombo verso terra.
In precedenza al Trattato di Rovereto, le Tre Cime di Lavaredo erano completamente contenute nel comprensorio di Auronzo, all'epoca più esteso di oggi e comprendente vari territori al di là dello spartiacque alpino sotto il dominio di Venezia: a titolo di esempio il confine inglobava una parte dell'attuale Parco naturale Tre Cime, la Val Rinbon, e giungeva fino alle "Pale di Rivis", ovvero, partendo dal rifugio Locatelli proseguiva sulla torre dei Scarperi e oltrepassava il Monte Rudo.

### Idrografia

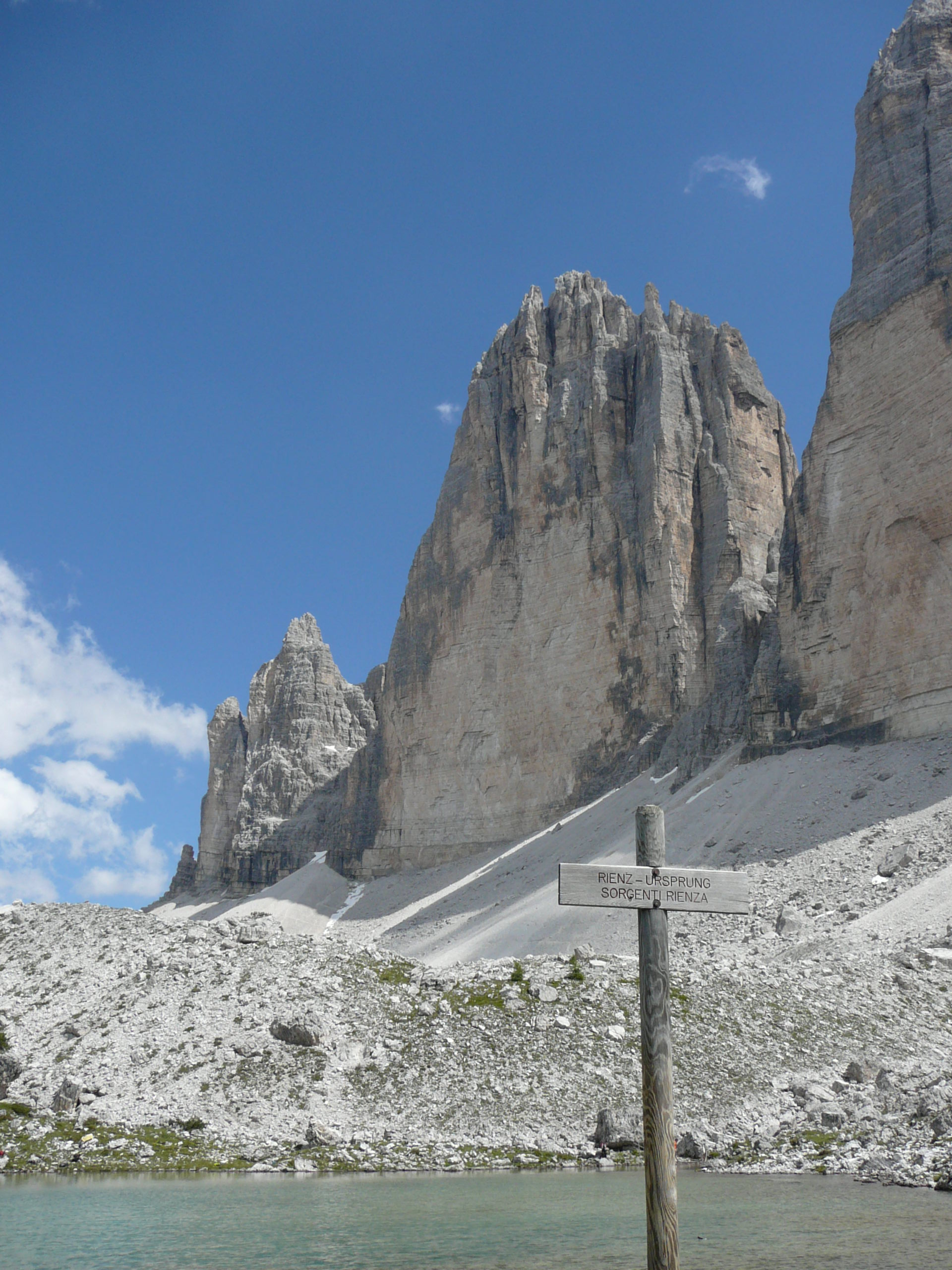
Sorgenti della Rienza (Rienz-Ursprung)

L'esteso altipiano ai piedi delle Tre Cime funge da spartiacque idrografico.
- Verso nord-nordest i piccoli torrenti e i rigagnoli scorrono attraverso le valli Sassovecchio (Altensteintal) e Campo di Dentro (Innerfeldtal), sfociando nel rio Sesto e poi attraverso la Drava e successivamente il Danubio, nel mar Nero.
- La Rienza, che sgorga ai piedi delle Tre Cime, sul versante settentrionale, scorre verso ovest attraverso le valli Rienza e Pusteria e poi confluendo nell'Isarco e nell'Adige, sfocia nel mare Adriatico presso Chioggia.
- Dall'altopiano verso sud invece le acque scorrono prima attraverso la val Marzon, e raggiungono poi il mare Adriatico presso Jesolo dopo essere confluite nei fiumi Ansiei e Piave.

### Rifugi e accessibilità
- Rifugio Locatelli-Innerkofler
- Rifugio Auronzo
- Rifugio Lavaredo

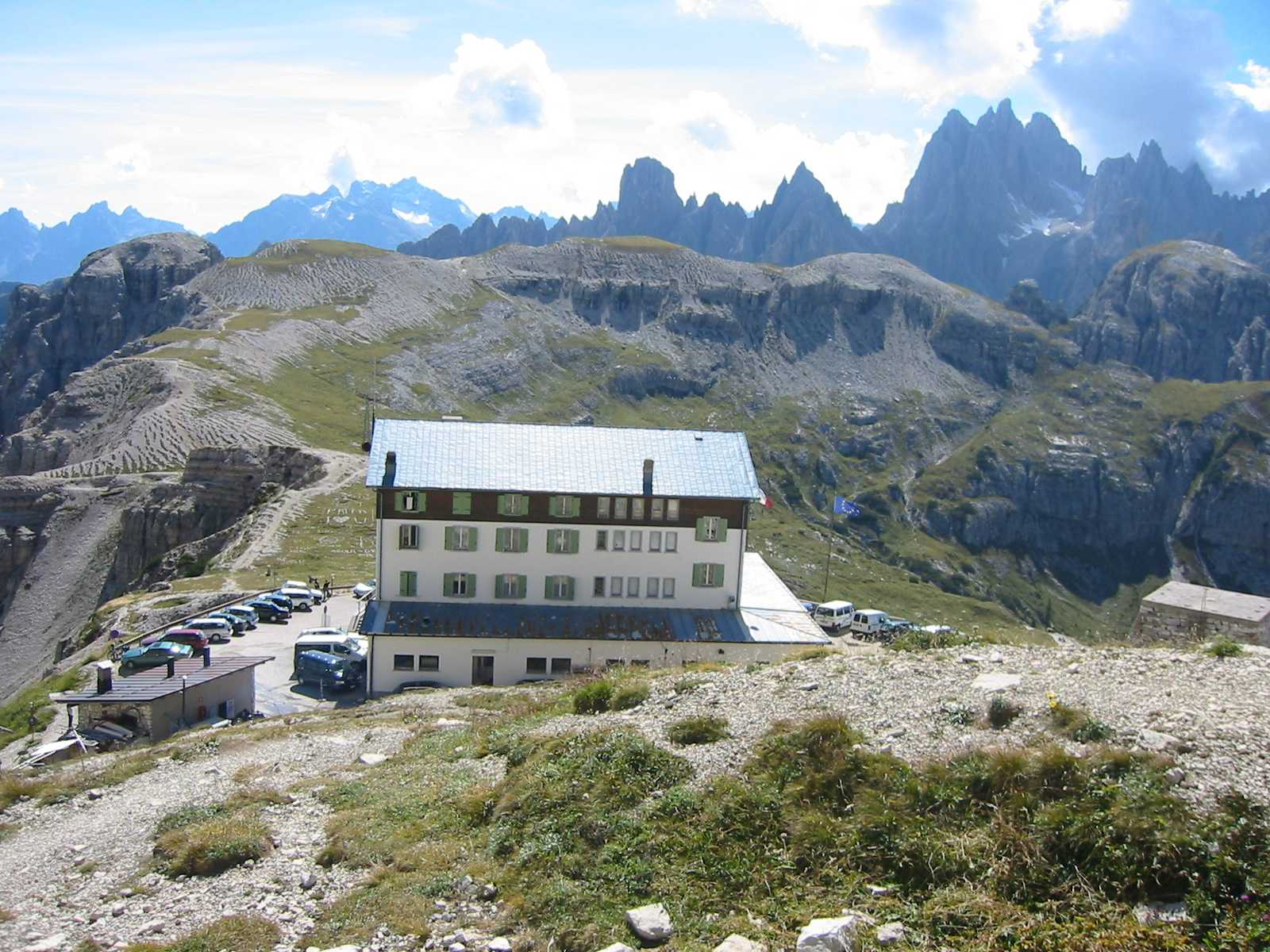
Rifugio Auronzo

Il Rifugio Auronzo, punto di partenza delle principali escursioni, si trova al termine della strada a pedaggio che sale da Misurina, e può essere raggiunto in macchina, per un numero limitato di posti, oppure in autobus grazie alla navetta Misura - Tre cime gestita da Dolomiti Bus. Esistono anche numerose linee extraurbane di trasporto pubblico che salgono da Cortina, Auronzo e Calalzo di Cadore gestite sempre da Dolomiti Bus, e da Dobbiaco gestita da STA.
Le Tre Cime sono raggiungibili anche a piedi con diverse alternative:
- risalendo la valle della Rienza, dal lago di Landro;
- dal lago di Misurina (comune di Auronzo di Cadore), fino al Rifugio Auronzo;
- dalla val Fiscalina nei pressi di Sesto;
- da Carbonin e dalla val di Sesto (entrambi facenti parte della provincia di Bolzano);
- dalla val Campo di Dentro, passando per il rifugio Tre Scarperi;
- dal rifugio Pian di Cengia, raggiungibile sempre dalla val Fiscalina, passando alla sinistra della Cima Una e oltrepassando il rifugio Zsigmondy-Comici (circa 5 ore);
- da Auronzo di Cadore risalendo prima per la val Marzon e poi per la vecchia strada militare lungo il vallon di Lavaredo.

### Punti panoramici
I punti panoramici più conosciuti sono quelli che si possono ottenere dalla val di Landro, presso il vecchio paese dove si ha un profilo laterale delle Tre Cime, oppure dal rifugio Auronzo o ancora dal rifugio Antonio Locatelli.

## Alpinismo

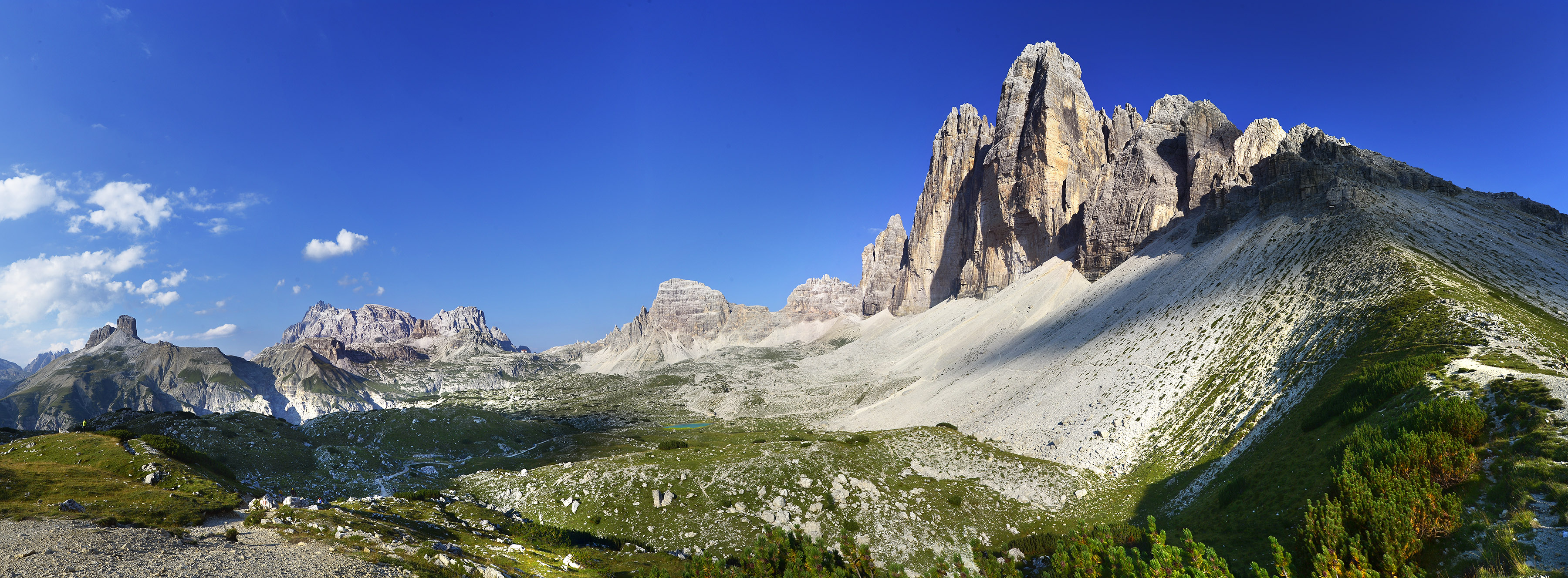
Le Tre Cime di Lavaredo viste da ovest

Le prime ascensioni delle tre vette avvennero fra il 1869 e il 1881 lungo i più articolati versanti meridionali, che si specchiano nel lago di Misurina. Il primo salitore della Cima Grande fu il viennese Paul Grohmann, accompagnato dalla guida di Franz Innerkofler e Peter Salcher. La Cima Piccola è stata salita nel 1881 dalla guida Michel Innerkofler lungo un itinerario che all'epoca si collocava fra i più difficili.
Dopo l'epoca delle vie normali l'interesse si rivolse nuovamente al massiccio negli anni immediatamente precedenti la Prima guerra mondiale (fra il 1909 e il 1914), con le ascensioni di Angelo Dibona (spigolo nord-est della Cima Grande), Paul Preuss (ascensione alla Cima Piccolissima), Hans Dülfer (pareti ovest delle Cime Grande e Ovest e parete nord della Punta di Frida) e Rudolf Fehrmann (parete nord della Cima Piccola).

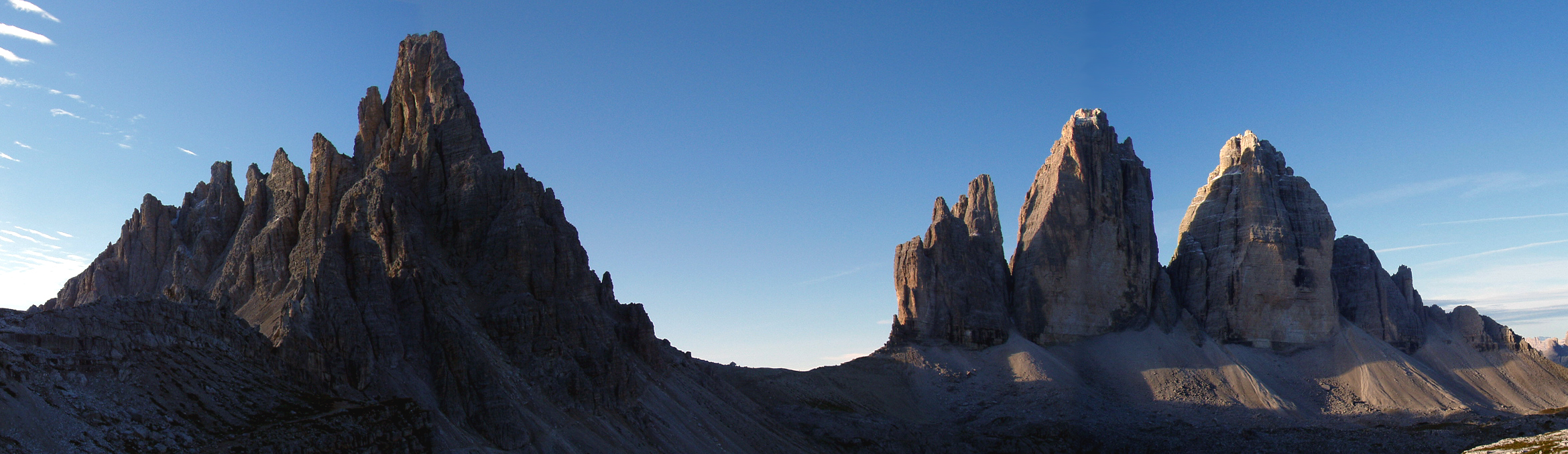
Le Tre Cime di Lavaredo e il Monte Paterno

Dopo la Prima guerra mondiale l'ascensione più emblematica fu quella che nel 1933 il triestino Emilio Comici e gli ampezzani Giuseppe ed Angelo Dimai portarono a termine sulla parete nord della cima grande, per lungo tempo ritenuta inaccessibile; pochi mesi dopo lo stesso Comici traccerà un altro itinerario di VI grado: lo Spigolo Giallo (Gelbe Kante), lungo il versante sud della cima piccola. Due anni più tardi fu scalata la parete nord della cima ovest da parte di Riccardo Cassin e Vittorio Ratti.
Dopo queste salite, alla fine degli anni cinquanta, si impose la filosofia della "direttissima": con largo uso di mezzi artificiali (chiodi, chiodi a pressione, staffe) vennero aperte le direttissime alla cima grande dai tedeschi Dieter Hasse e Lothar Brandler e alla cima ovest (tre vie quasi parallele aperte dagli "scoiattoli di Cortina", dalla cordata svizzera di Hugo Weber e Albin Schelbert e da quella francese di René Desmaison e Pierre Mazeaud).
Successivamente lungo questi versanti vennero tracciate vie che salgono con assoluta preponderanza dell'arrampicata libera della massima difficoltà (IX grado), come le vie dei fratelli cecoslovacchi Koubal (1989) sulla cima grande e di Franc Knez sulla piccolissima e la grande, aperte con assicurazioni tradizionali, e alle numerose vie aperte con l'uso di spit, fino ad arrivare alle prestazioni degli anni 2000 del tedesco Alexander Huber, apritore di alcuni itinerari con difficoltà fino al grado 8c e salitore, in free-solo (cioè senza l'ausilio di nessun mezzo di assicurazione) della via di Hasse e Brandler.

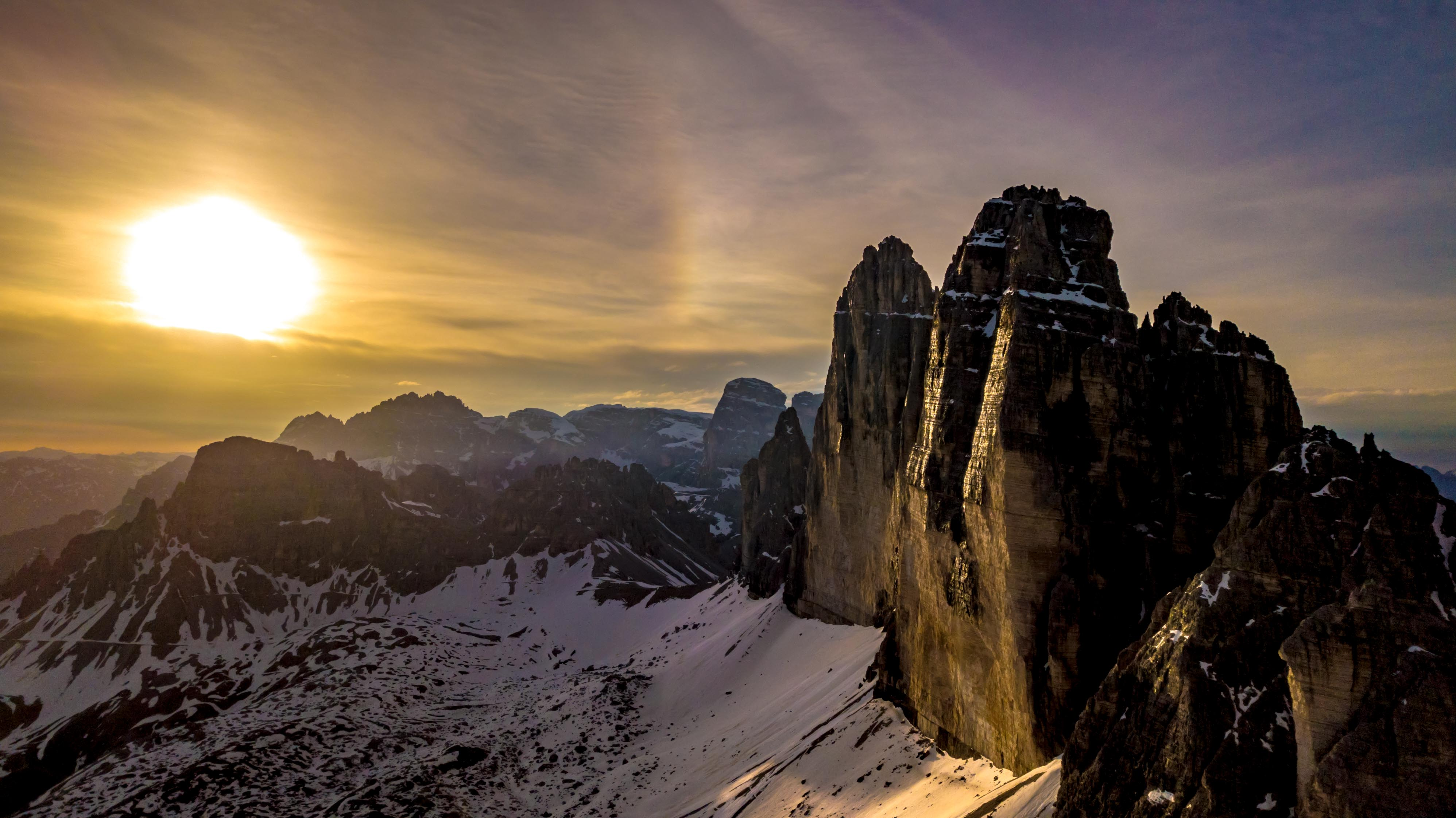
Parco naturale Tre Cime

Christoph Hainz, insieme a Kurt Astner, ha aperto quattro nuove vie di elevata difficoltà: Das Phantom der Zinne sulla cima grande, Alpenliebe e Pressknödl sulla cima ovest, Ötzi trifft Yeti sulla cima piccola.
Nel 2011 gli alpinisti Armin Holzer di Sesto e Reinhard Kleindl di Graz attraversarono su una slackline lo spazio vuoto fra le singole cime. Nel marzo 2012 si ha invece la prima attraversata invernale delle Tre Cime, compiuta dall'altoatesino Simon Gietl e lo svizzero Roger Schäli. Inizialmente salirono per la "via degli scoiattoli" della cima ovest, per poi discendere lungo la parete sud. Poi su lungo la "via Dülfer" della cima grande dove hanno bivaccato in parete. Il giorno seguente, dopo aver concluso la scalata alla cima grande, hanno concluso l'ascensione salendo dalla parete ovest della cima piccola.

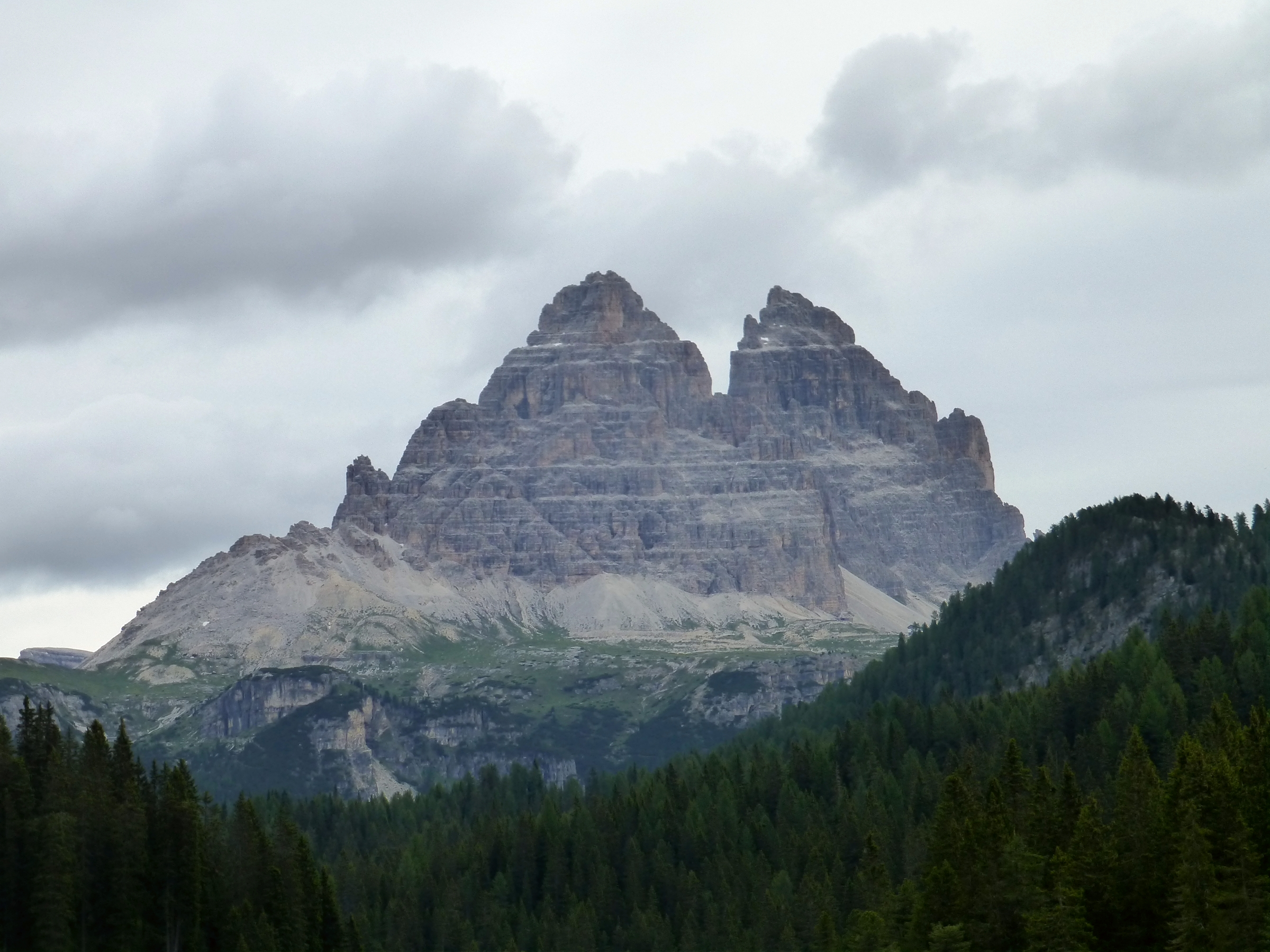
Vista dal Lago di Misurina

### Le vie classiche più ripetute

#### Alla cima piccola
- Via normale: itinerario aperto nel 1881 da Michael Innerkofler e suo fratello Hans. È la via più facile che consente l'accesso alla cima. Sale la parete sud con percorso complicato per cenge e camini. Inizialmente terminava all'antecima, poi Zsigmondy trovò l'accesso alla vetta vera e propria nel 1884, nel camino che ancora oggi porta il suo nome. Sviluppo: 400 m, difficoltà: III/IV.
- Via Egger: altra via che sale la parete sud di Egger e Sauschek, aperta nel 1955. Sviluppo: 320 m, difficoltà: VI+ (o V+ e A0).
- Via Comici-Varale-Zanutti o Spigolo Giallo: una delle vie più famose delle Dolomiti e delle Alpi che sale l'estetico spigolo sud-est, salita per la prima volta da E. Comici, M. Varale e R. Zanutti nel 1933. La linea originale, fedele allo spigolo e con difficoltà di VII è stata oggi addolcita con una variante che evita di lato il tratto centrale strapiombante e friabile per recuperare la linea a 2/3 dell'altezza. Sviluppo: 380 m, difficoltà: V/VI- ed 1 passo di VI+.
- Via dei camini: salita attraverso una serie di camini e fessure, aperta da J. Innerkofler, J. Reider e A. Witzenmann nel 1904, che porta alla Forcella Frida. Di qui spesso si prosegue con la Helversen del 1890, sempre in camino. Sviluppo: 420 m; difficoltà: III/IV.
- Camino Fehrmann: sulla parete nord della Cima Piccola questa serie di camini saliti per la prima volta da Fehrmann e da Perry Smith nel 1909 è una via dell'Alpinismo Eroico: gli apritori salirono senza piantare chiodi. Poco ripetuta. Sviluppo: 280 m, difficoltà: V.
- Via Comici-Mazzorana: aperta nel 1936 da E. Comici e P. Mazzorana sale lo spigolo nord della Cima Piccola. Sviluppo: 300 m, difficoltà: fino al VI+ e con un passo di VI e A1 (o VII).
- Via Molin-Lancellotti: aperta nel 1965 da Alziro Molin e Lancelloti sale dalla parete sud alla sella nord della Punta Frida. Grado V, con arrivo sulla punta a 2.792 metri.

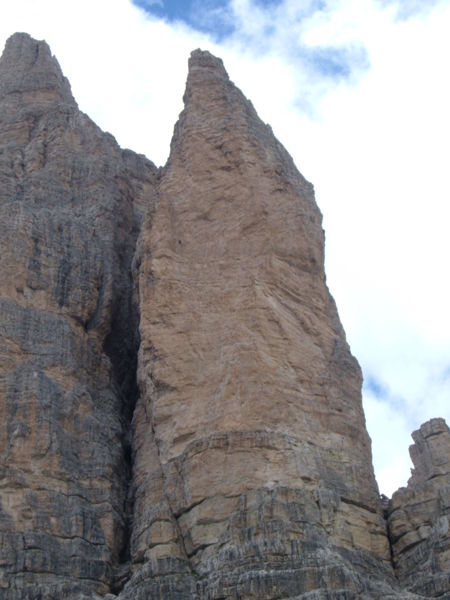
Preussturm

#### Alla Cima Piccolissima o Preussturm
- Fessura Preuss: via ardita aperta da Paul Preuss nel 1911 secondo la sua etica rigorosa, senza chiodi e utilizzando la corda solo per assicurare il compagno. Segue le fessure-camino della parete nord. Sviluppo: 220 m; difficoltà: IV/V.
- Via Cassin: supera la parete sud-est con una linea logica e di impegno sostenuto. Aperta da Cassin, Ratti e Vitali nel 1934. Sviluppo: 200 m; difficoltà: V/VI e VII- (o A0).

#### Alla Cima Grande
- Via normale: la prima arrampicata sulle Tre Cime ad opera di Paul Grohmann, Franz Innerkofler e Peter Salcher nel 1869. Via facile ma con percorso complicato che sale il versante sud dapprima per camini e poi per rampe fino alla grande terrazza e da qui per camini ancora alla cima. Sviluppo 600 m, difficoltà: II/III.
- Spigolo Dibona: classica e ripetuta via che sale lo spigolo nord-est aperta da A. Dibona ed E. Stubler nel 1909. Sviluppo: 650 m; difficoltà: IV.
- Via Camillotto Pellissier: aperta alla cordata E. Mauro e M. Minuzzo nel 1967 in memoria del solitario salitore del Kanjut Sar è una via ardita sul lato sinistro della parete nord, nel punto più strapiombante. Essa ha richiesto ai primi salitori 9 giorni di permanenza in parete di cui 1 per superare il famigerato "tetto a zeta", con impiego sistematico di chiodi ad espansione. Finisce sullo spigolo Dibona a 60 metri dalla grande terrazza. In arrampicata libera la via raggiunge i limiti dell'arrampicata odierna (8a+). Sviluppo: 355 m, difficoltà: in larga parte A1 (o VI e A0) con passi in A2-A3, fino al X- in libera. Vista al tramonto

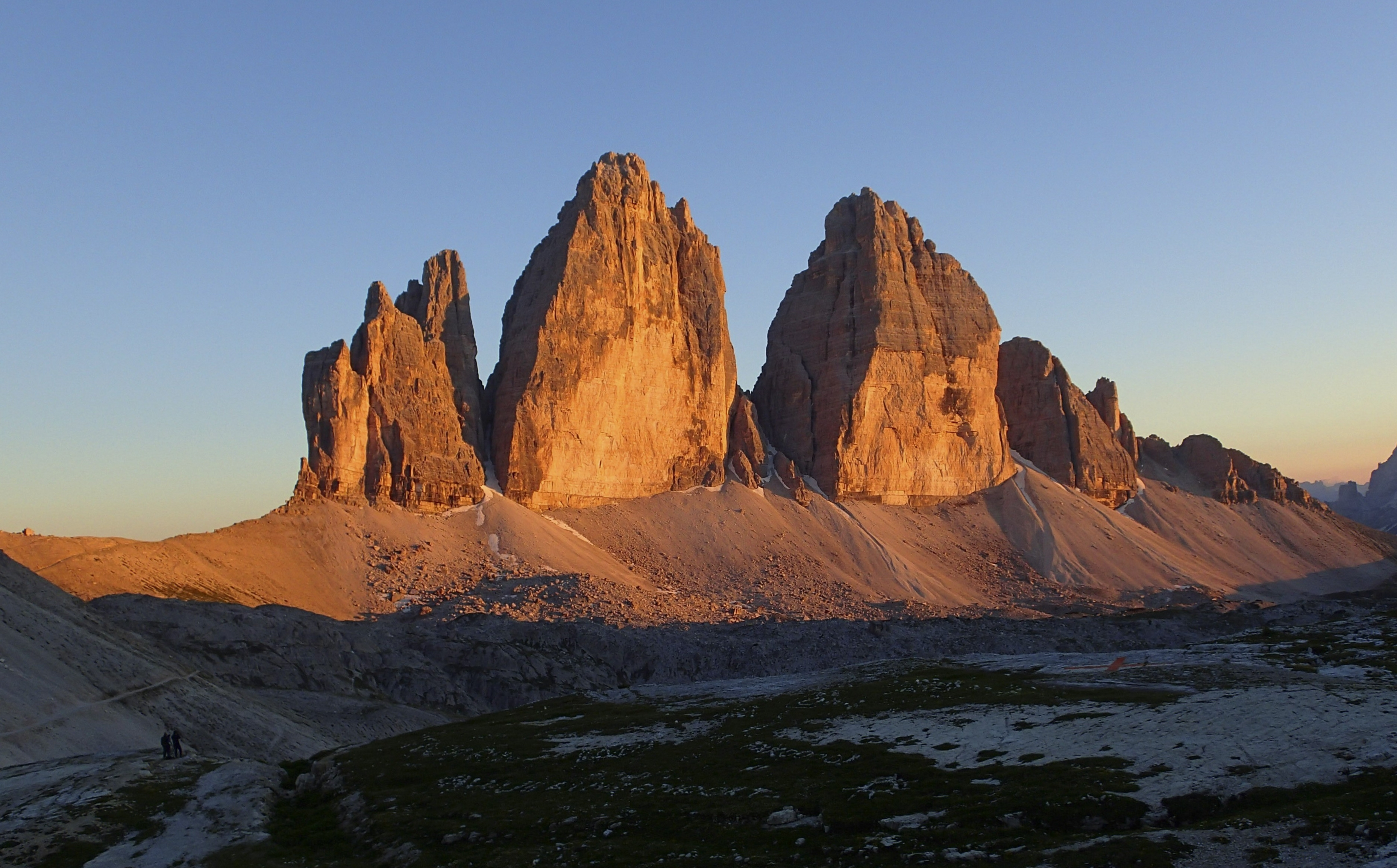
Vista al tramonto

- Via Hasse-Brandler: grandiosa arrampicata del 1959 di D. Hasse, L. Brandler, S. Löw e J. Lehne che risolve per la prima volta il problema di un accesso diretto alla cima da nord. Partendo dal centro della parete essa vince direttamente la parete gialla per poi forzare il diedro strapiombante e con tetti a mezza altezza per poi uscire sulla cengia collare. Via aperta con largo uso di mezzi artificiali. Sviluppo: 730 m; difficoltà: VI+ e A0 sulla parete gialla, segue il diedro di A1 o VIII in libera e poi i camini finali dal V al VII-. La prima invernale della direttissima fu compiuta dai tedeschi Peter Siegert, Reiner Kauschke, Rolf Jäger e Werner Bittner, che in sei giorni di scalata, dal 13 al 17 febbraio 1961, superano il muro strapiombante delle Cima Grande, dopo essersi sottoposti a specifici allenamenti per resistere alle bassissime temperature tipiche delle Tre Cime in inverno. Alla mattina e alla sera i quattro venivano riforniti dalla base da Horst, il fratello minore di Siegert, mediante un cordino di collegamento. La seconda invernale è compiuta da Marcello Bonafede, Emilio Menegus "Longo" e Natalino Menegus "Fritze", dal 7 al 10 gennaio 1964, in soli quattro giorni polverizzando il tempo di salita della cordata tedesca. Marcello Bonafede e Natalino Menegus erano allora "freschi" vincitori della Via Solleder-Lettenbauer al Civetta (4-7 marzo 1963, con Sorgato, Piussi, Radaelli e Hiebeler), mentre Emilio Menegus era da poche settimane rientrato da tre anni di lavoro in Africa equatoriale, e scontava i postumi della malaria che vi aveva contratta. Questo fatto, oltre all'aver affrontato la salita senza alcun rifornimento dal basso, è la misura della forza della cordata cadorina, rispetto a quella tedesca.
- Direttissima dei Sassoni: altra arrampicata ardita sulla muraglia nord che ha inchiodato P. Kauschke, P. Siegert, G. Uhlner per 17 giorni in parete, in inverno nel 1963. Via aperta con esclusivo impiego di mezzi artificiali e superata anche in libera con difficoltà di IX+. Sviluppo: 550 m; difficoltà: A1-A2 e passi in A3 o IX+ in libera.
- Via Comici-Dimai: la prima via aperta sulla parete nord della Cima Grande e delle Tre Cime da E. Comici e G. e A. Dimai nel 1933. Questa via è una classica tra le più conosciute del mondo e la più famosa delle Dolomiti che conta migliaia di ripetizioni. Inizia nel lato destro della parete e segue la colata grigia sinuosa che attraversa la parete gialla per poi raggiungere per camini la cengia collare. Sviluppo: 550 m; difficoltà: molto sostenute dallo zoccolo fino alla sommità del muro giallo, circa 250 m di VI+ con passi di VII (o A1), poi III/IV e passi di V-.
- Diedro Abram: altra via della parete nord che sale il gran diedro a destra del muro. Aperta da Abram e Schrott nel 1961. Sviluppo: 450 m; difficoltà: V e A2.
- Via Dülfer: famoso itinerario che scala una lunga fessura sul margine destro della parete ovest, aperta nel 1913 da H. Dülfer e W. von Bernuth. Sviluppo: 250 m; difficoltà: V+.

#### Alla Cima Ovest
- Via normale: come le altre due vie normali anche questo è un percorso complesso lungo il versante meridionale per cenge e camini, con l'impronta dei primi pionieri; aperta da M. Innerkofler e G. Ploner nel 1879. Sviluppo: 600 m; difficoltà: III/III+.
- Spigolo Demuth: via frequentata e molto famosa che risale l'estetico spigolo nord-est aperta nel 1933 da Demuth, Lichtenegger e Peringer. Sviluppo: 620 m; difficoltà: V con 1 passo di A0 (o VII-).

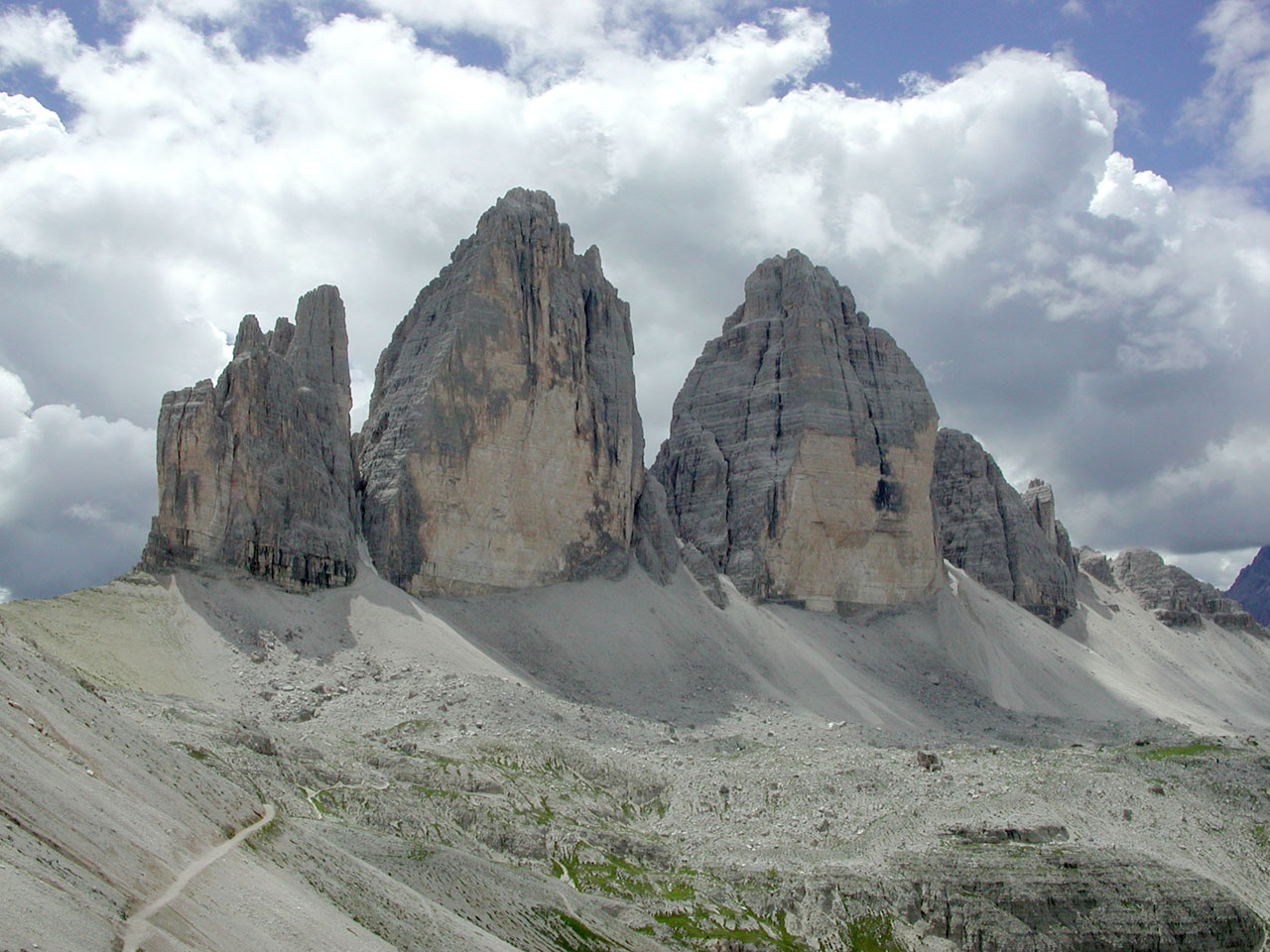
Versante nord

- Via in ricordo di Jean Couzy: realizzazione di R. Desmaison e P. Mazeaud del 1959 che per prima portò all'introduzione di A4 come termine di arrampicata estrema. La via sale il lato sinistro della parete nord, a sinistra del grande tetto della Cima Ovest, lungo una serie di gialle fasce strapiombanti. L'itinerario è stato aperto con impiego sistematico di chiodi ad espansione e in arrampicata libera raggiunge limiti estremi (8a+). Sviluppo: 600 m; difficoltà: VI+ e A3 per i primi 250 m strapiombanti (o X-), poi fino al V+.
- Via degli Svizzeri: via aperta dalla cordata svizzera di Schelbert e Weber nel 1959 in competizione con una cordata italiana. Esse superarono la fascia dei grandi tetti della Cima Ovest sul lato sinistro e poi proseguirono per due itinerari differenti poco al di sopra di essa. Sviluppo: 600 m; difficoltà: VI e A1 (o IX-).
- Via degli Italiani: aperta dalla cordata rivale di Bellodis e Franceschi che raggiunse per prima la cima. I percorsi coincidono fino sopra i tetti e poi questa via procede sulle rocce di sinistra del grande colatoio della Cima Ovest. La parte superiore è raramente percorsa. Sviluppo: 600 m; difficoltà: VI e A1.
- Via Cassin: una delle più ardimentose arrampicate degli anni trenta (1935) riuscita a Riccardo Cassin e Vittorio Ratti dopo numerosi tentativi falliti anche da parte di Emilio Comici. La via, il cui attacco originario è ora poco seguito, sale dapprima lo spigolo nord-ovest per poi attraversare in obliquo una fascia di rocce gialle compattissime fino alle cornici sopra il tetto. Per fissare un solo chiodo su queste placche Cassin impiegò circa 3 ore! Poi essa traversa a sinistra fino al colatoio della Cima Ovest che segue fino alla cengia superiore; il finale del traverso ha richiesto circa 6 ore ai primi salitori per la compattezza della roccia. Sviluppo: 630 m; difficoltà: VI e A1 con la placca gialla di VIII in libera e 17 metri in strapiombo all'inizio del colatoio di VII-.
- Spigolo degli Scoiattoli: si tratta di un raccordo tra due vie già esistenti: la parte iniziale della Cassin e la Harrer-Wallenfels sopra i grandi tetti dello spigolo. Aperta nel 1959 dagli Scoiattoli di Cortina. Sviluppo: 600 m; difficoltà: VI e A2 o VIII+.

### Alpinisti deceduti sulle Tre Cime

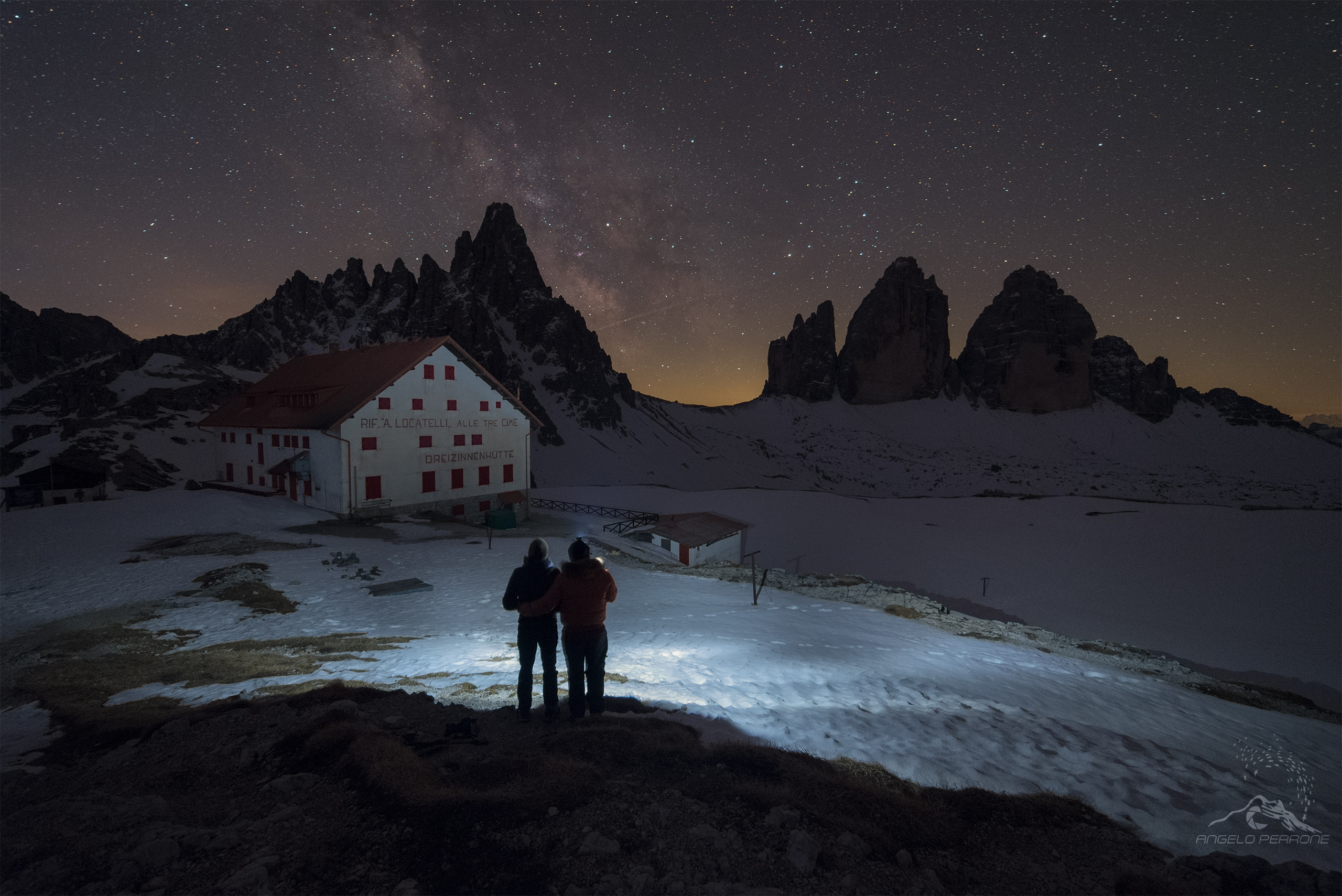
Vista notturna

- Alex Papesh, (* 21/11/1944, + 24/09/1965) sulla cima Piccola
- Alessandro Oppizzi (* 1962, + 1982)

## Ciclismo
Il rifugio Auronzo è stato più volte sede di arrivo di tappa del Giro d'Italia. La salita finale, molto impegnativa, sale da Misurina (1760 m) al rifugio (2333 m) in circa 7 km. Il tratto finale scavalca in meno di 4 km un dislivello di 477 metri, per una pendenza media superiore al 12% e punte fino al 19%.
La prima volta fu nel 1967, tappa vinta da Felice Gimondi davanti a Eddy Merckx e Gianni Motta. L'anno successivo vi fu la vittoria del belga Eddy Merckx che qui indossò la maglia rosa per portarla a Milano. Nel Giro d'Italia del 1974 il vincitore di tappa fu lo spagnolo José Manuel Fuente.
Nel 1981 la vittoria fu dello svizzero Beat Breu mentre nel 1989 vinse il colombiano Luis “Lucho” Herrera. Dopo diversi anni di assenza, l'arrivo delle Tre Cime di Lavaredo è stato reinserito nel percorso del Giro d'Italia 2007 (15ª tappa) ed ha visto la vittoria del modenese Riccardo Riccò, seguito da Leonardo Piepoli, suo compagno di squadra. Nel Giro d'Italia 2013 la vittoria è stata del campione siciliano Vincenzo Nibali.
Di seguito si riportano i vari passaggi (in grassetto le edizioni in cui il traguardo era Cima Coppi):
| Edizione | Tappa | Percorso                                      | km  | Vincitore di tappa | Maglia Rosa        |
| -------- | ----- | --------------------------------------------- | --- | ------------------ | ------------------ |
| 1967     | 19ª   | Udine > Tre Cime di Lavaredo (annullata)      | 170 | Felice Gimondi     | Silvano Schiavon   |
| 1968     | 12ª   | Gorizia > Tre Cime di Lavaredo                | 213 | Eddy Merckx        | Eddy Merckx        |
| 1974     | 20ª   | Pordenone > Tre Cime di Lavaredo              | 163 | José Manuel Fuente | Eddy Merckx        |
| 1981     | 20ª   | San Vigilio di Marebbe > Tre Cime di Lavaredo | 100 | Beat Breu          | Giovanni Battaglin |
| 1989     | 13ª   | Padova > Tre Cime di Lavaredo                 | 207 | Luis Herrera       | Erik Breukink      |
| 2007     | 15ª   | Trento > Tre Cime di Lavaredo                 | 184 | Riccardo Riccò     | Danilo Di Luca     |
| 2013     | 20ª   | Silandro > Tre Cime di Lavaredo               | 210 | Vincenzo Nibali    | Vincenzo Nibali    |
| 2023     | 19ª   | Longarone > Tre Cime di Lavaredo              | 183 | Santiago Buitrago  | Geraint Thomas     |
|          |       |                                               |     |                    |                    |

## Leggende
Per stabilire il confine territoriale tra i comuni di Dobbiaco e Auronzo, una leggenda descrive la storia che due giovani ragazze (secondo altre versioni due vecchie) partirono dai due rispettivi comuni al canto del gallo. La donna di Auronzo, non vista, punse il pennuto in modo da anticipare il canto e iniziare prima la camminata. Grazie a questo stratagemma, il confine è quindi posto più a nord dello spartiacque, presso il ponte della Marogna.
Nel 1743 venne consacrata la chiesa delle Grazie di Auronzo dove ancora oggi si può osservare una croce in ferro battuto con alla sua cima un gallo che presenta 3 buchi in pancia, in ricordo dei 3 colpi di spillo ricevuti durante la notte.

## Nei media
Le Tre Cime di Lavaredo sono comparse nei media in varie occasioni:
- nel film Solo: A Star Wars Story;
- nella serie televisiva Agents of S.H.I.E.L.D. nel tredicesimo episodio della prima stagione intitolato Il Treno;
- nel videogioco di Far Cry Primal;
- in diversi spot relativi al cioccolato Novi, dell'azienda Elah Dufour S.p.A.;
- nel logo della birra Forst;
- nel videogioco di WWI Isonzo.

## Stemma
Il 7º Reggimento Alpini, di stanza a Belluno, ha come stemma le Tre Cime di Lavaredo.